# Chenillé-Champteussé
Chenillé-Champteussé est une commune nouvelle française, située dans le département de Maine-et-Loire, en région Pays de la Loire, créée le 1er janvier 2016.

## Géographie

### Climat
Pour des articles plus généraux, voir Climat des Pays de la Loire et Climat de Maine-et-Loire.
En 2010, le climat de la commune est de type climat océanique altéré, selon une étude du CNRS s'appuyant sur une série de données couvrant la période 1971-2000. En 2020, Météo-France publie une typologie des climats de la France métropolitaine dans laquelle la commune est exposée à un climat océanique et est dans la région climatique  Moyenne vallée de la Loire, caractérisée par une bonne insolation (1 850 h/an) et un été peu pluvieux. 
Pour la période 1971-2000, la température annuelle moyenne est de 11,8 °C, avec une amplitude thermique annuelle de 13,9 °C. Le cumul annuel moyen de précipitations est de 684 mm, avec 11,6 jours de précipitations en janvier et 6,1 jours en juillet. Pour la période 1991-2020, la température moyenne annuelle observée sur la station météorologique de Météo-France la plus proche, sur la commune de Coudray à 14 km à vol d'oiseau, est de 12,2 °C et le cumul annuel moyen de précipitations est de 718,4 mm,. Pour l'avenir, les paramètres climatiques de la commune estimés pour 2050 selon différents scénarios d'émission de gaz à effet de serre sont consultables sur un site dédié publié par Météo-France en novembre 2022.

## Urbanisme

### Typologie
Au 1er janvier 2024, Chenillé-Champteussé est catégorisée commune rurale à habitat dispersé, selon la nouvelle grille communale de densité à sept niveaux définie par l'Insee en 2022.
Elle est située hors unité urbaine. Par ailleurs la commune fait partie de l'aire d'attraction d'Angers, dont elle est une commune de la couronne,. Cette aire, qui regroupe 81 communes, est catégorisée dans les aires de 200 000 à moins de 700 000 habitants,.

## Histoire
La commune de Chenillé-Champteussé est créée par un arrêté préfectoral du 21 décembre 2015, issue du regroupement des deux communes de Champteussé-sur-Baconne et de Chenillé-Changé qui deviennent des communes déléguées. Son chef-lieu est fixé à Champteussé-sur-Baconne.

## Politique et administration

### Administration municipale
| Période         | Période                   | Identité           | Étiquette | Qualité     |
| --------------- | ------------------------- | ------------------ | --------- | ----------- |
| 11 janvier 2016 | mai 2020                  | Jean-Pierre Bouvet |           | Agriculteur |
| mai 2020        | En cours (au 31 mai 2020) | Guy Chesneau       |           |             |

De la création en 2016 aux élections municipales suivantes de 2020, le conseil municipal de la commune nouvelle était constitué de l'ensemble des conseillers municipaux des anciennes communes.

### Communes déléguées
| Nom                             | Code Insee | Intercommunalité                 | Superficie (km2) | Population (dernière pop. légale) | Densité (hab./km2) |
| ------------------------------- | ---------- | -------------------------------- | ---------------- | --------------------------------- | ------------------ |
| Champteussé-sur-Baconne (siège) | 49067      | CC de la Région du Lion d'Angers | 11,48            | 228 (2013)                        | 20                 |
| Chenillé-Changé                 | 49095      | CC de la Région du Lion d'Angers | 5,30             | 140 (2013)                        | 26                 |

## Population et société

### Démographie
L'évolution du nombre d'habitants est connue à travers les recensements de la population effectués dans la commune depuis sa création.

En 2022, la commune comptait 341 habitants, en évolution de −3,67 % par rapport à 2016 (Maine-et-Loire : +2,12 %, France hors Mayotte : +2,11 %).
| 2014 | 2015 | 2016 | 2021 | 2022 |
| ---- | ---- | ---- | ---- | ---- |
| 361  | 358  | 354  | 341  | 341  |

## Culture locale et patrimoine
- Église Saint-Pierre de Chenillé-Changé.
- Église Saint-Martin
- Logis Sainte-Barbe
- Presbytère